# Grace Emmanuella Ibogni Nzamba
Grace Emmanuella Ibogni Nzamba, née le 17 avril 1991, est une taekwondoïste gabonaise.

## Carrière
Grace Emmanuella Ibogni Nzamba est médaillée de bronze dans la catégorie des plus de 73 kg aux Championnats d'Afrique de taekwondo 2012 à Antananarivo et dans la catégorie des moins de 73 kg aux Championnats d'Afrique de taekwondo 2014 à Tunis.